# Noe Besi
Noe Besi är ett vattendrag i Indonesien och Östtimor.   Det indonesiska delen ligger i provinsen Nusa Tenggara Timur, i den sydöstra delen av landet, 1 900 km öster om huvudstaden Jakarta.